# Phlomis
Il salvione (nome scientifico Phlomis L. 1753) è un genere di piante spermatofite dicotiledoni appartenenti alla famiglia delle Lamiaceae, dall'aspetto di piccole erbacee annuali o perenni dai tipici fiori labiati.

## Etimologia
Il nome generico (Phlomis) deriva dalla parola greca "phlogoj" o "phlogmis" ( = fiamma, fuoco); probabilmente in passato le foglie pelose di qualche pianta simile sono state utilizzate come stoppini. Linneo (1707 – 1778), biologo e scrittore svedese considerato il padre della moderna classificazione scientifica degli organismi viventi, è stato il primo in tempi moderni a utilizzare questo nome probabilmente trasferito dal Tassobarbasso, descritto anticamente da Dioscoride (Anazarbe, 40 circa – 90 circa) medico, botanico e farmacista greco antico che esercitò a Roma ai tempi dell'imperatore Nerone, perché molto simile nelle foglie cotonose delle specie di questa voce.
La nomenclatura scientifica di questo genere, attualmente accettato (Phlomis), è stato proposto da Linneo nella pubblicazione Species Plantarum - 2: 584 del 1753.

## Descrizione

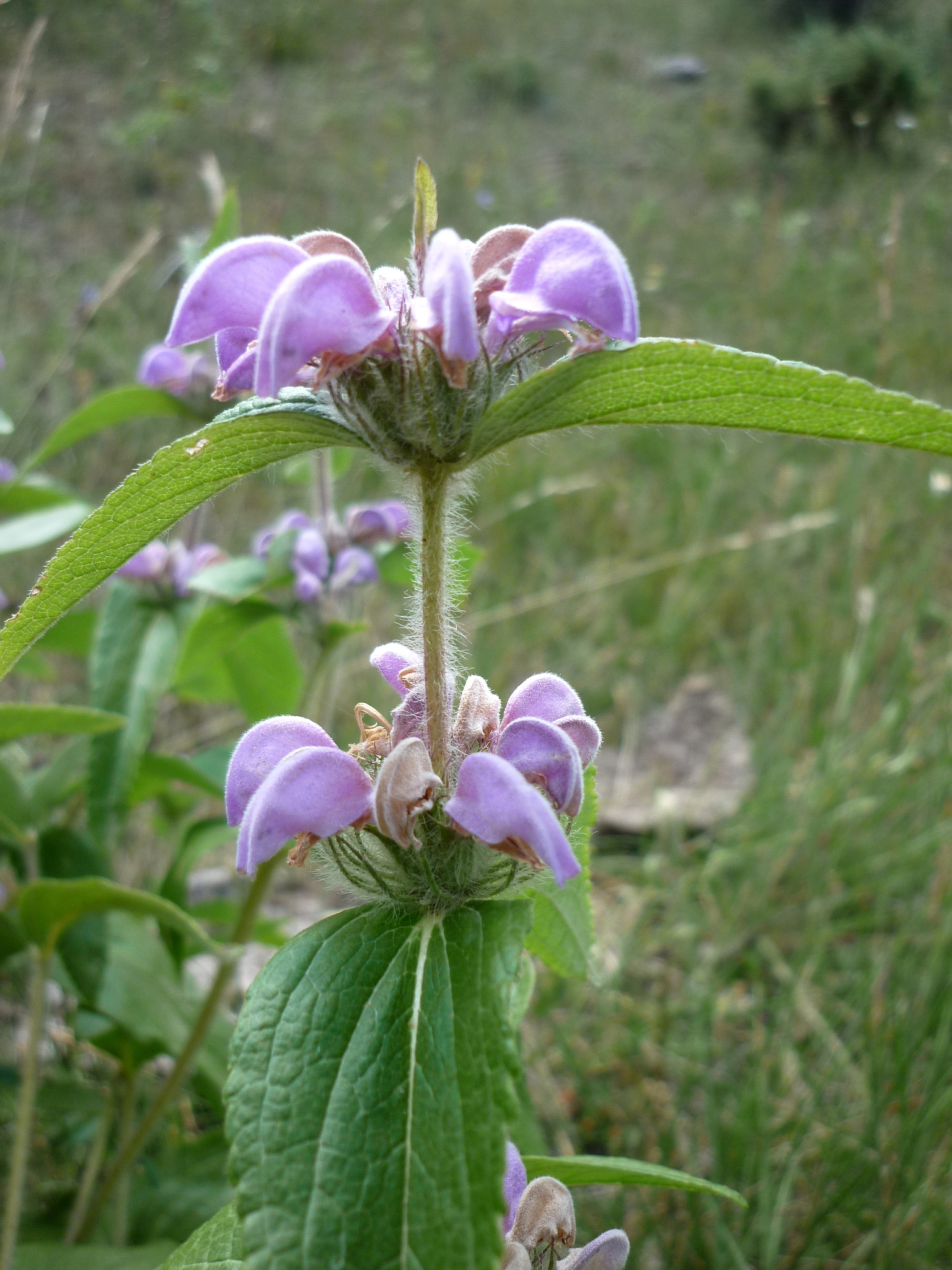
Il portamento
Phlomis herba-venti

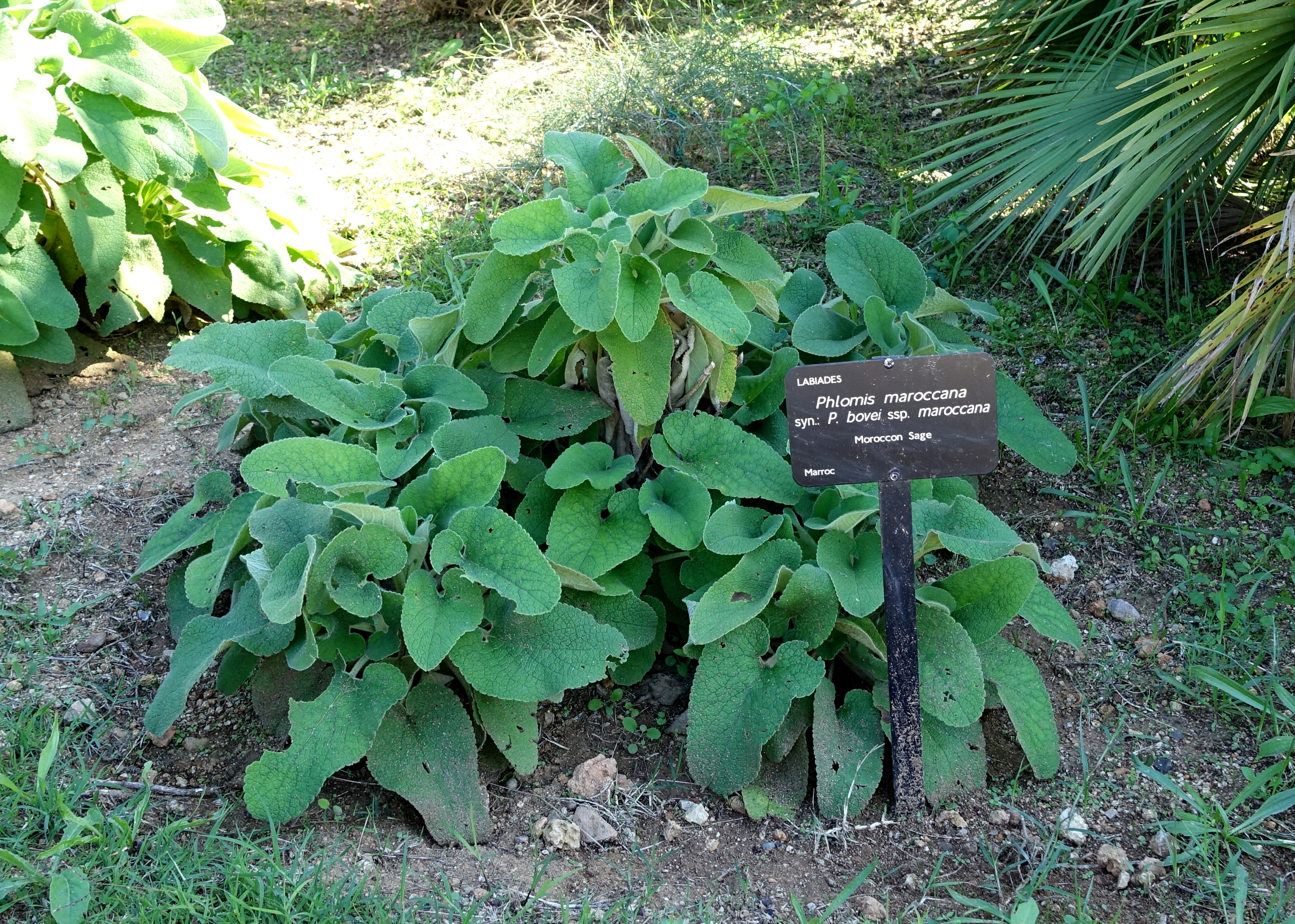
Le foglie
Phlomis bovei

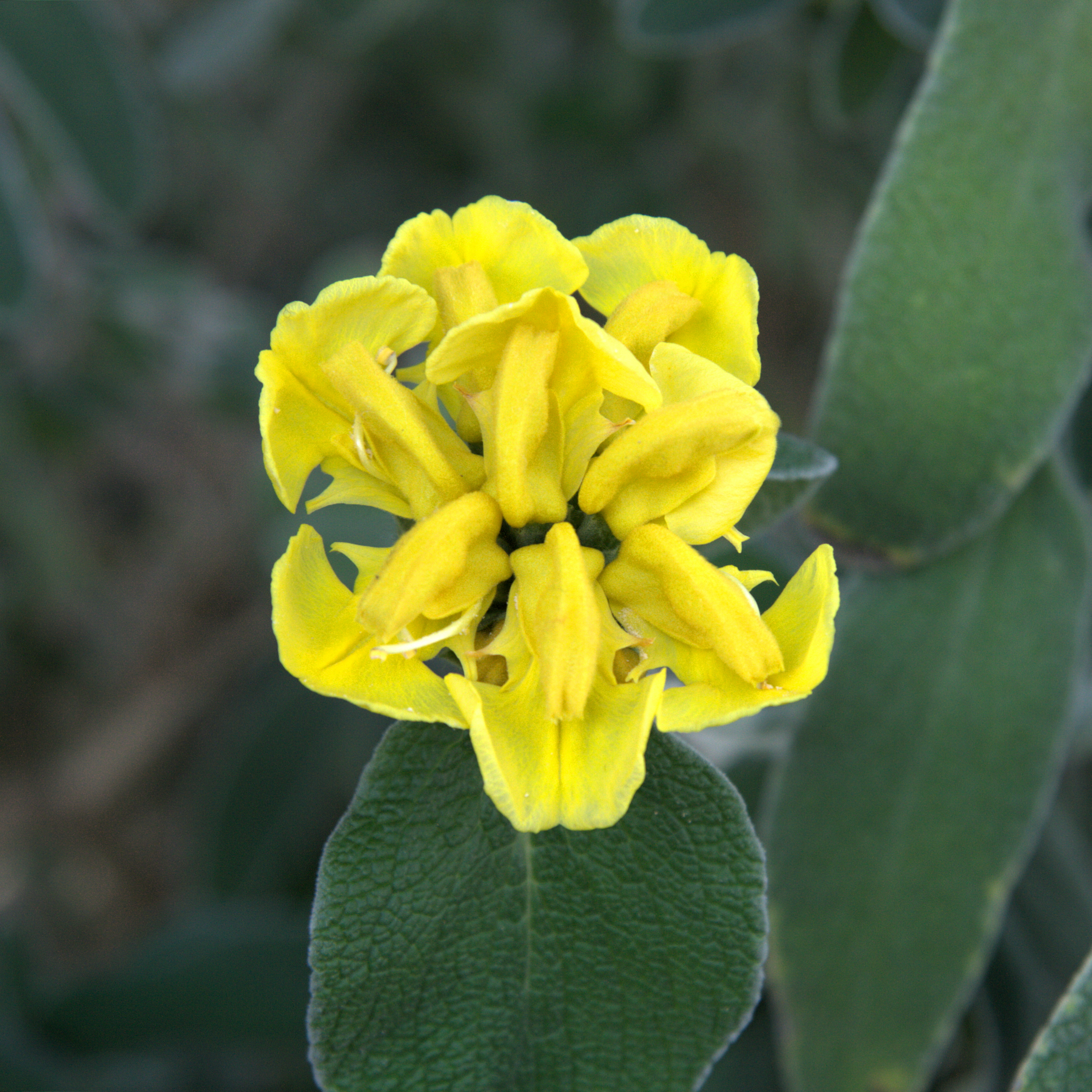
Infiorescenza
Phlomis cretica

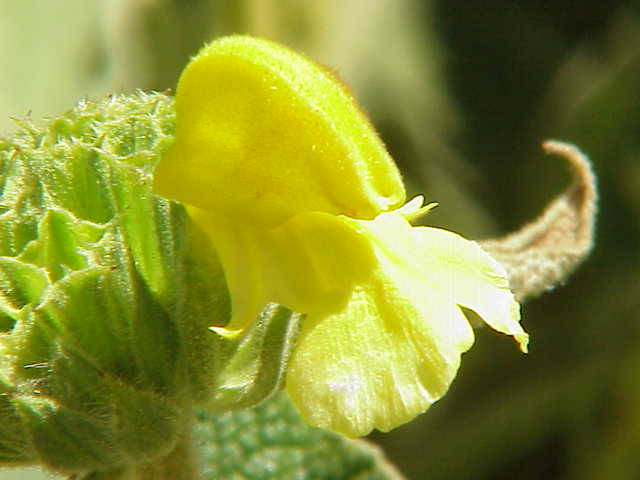
Il fiore
Phlomis fruticosa

L'altezza di queste piante non supera di molto il metro (le più alte sono Phlomis viscosa e Phlomis fruticosa). L'aspetto oltre ad essere erbaceo può essere anche suffruticoso-glutinoso. La forma biologica (almeno per le specie della flora spontanea italiana) in parte è emicriptofita scaposa (H scap), ossia sono piante erbacee, a ciclo biologico perenne, con gemme svernanti al livello del suolo e protette dalla lettiera o dalla neve e sono dotate di un asse fiorale eretto e spesso privo di foglie, e in parte è nano-fanerofite (NP), ossia piante perenni e legnose, con gemme svernanti poste ad un'altezza dal suolo tra i 30 cm e i 2 metri. Sono presenti anche specie piccolo-arbustive. In queste piante sono inoltre presenti ghiandole contenenti oli eterei che emanano caratteristici aromi e profumi.

### Radici
Le radici sono secondarie da rizoma. I rizomi possono essere legnosi. Sono presenti anche specie tuberose.

### Fusto
La parte aerea del fusto è eretta e ramosa o semplice; la base può essere legnosa. L'indumento è formato da peli semplici patenti lunghi 1 – 2 mm anche di tipo tomentoso colore ferrugineo o giallastro oppure lanoso e canescente. Il fusto ha una sezione quadrangolare a causa della presenza di fasci di collenchima posti nei quattro vertici, mentre le quattro facce sono concave.

### Foglie
Le foglie lungo il fusto sono disposte in modo opposto e si dividono in basali e cauline con lamina intera, e bordi appena dentati o crenati e superficie rugosa e consistenza coriacea. Quelle basali sono lungamente picciolate con lamine a forma più o meno lanceolata. Quelle cauline sono sessili con base arrotondata, troncata o cordata e sono ridotte progressivamente verso l'alto. In alcune specie la colorazione delle due facce è diversa: verde sopra e bianco tomentoso sotto.

### Infiorescenza
L'infiorescenza di tipo tirsoide è portata in vari verticilli sovrapposti lungo il fusto. Ogni verticillo è composto da più fiori (tipicamente da pochi fino a 30 e più) quasi sempre sessili e disposti circolarmente poggianti all'ascella di due grandi foglie normali (superanti di gran lunga l'infiorescenza) lievemente staccate dall'infiorescenza vera e propria più o meno picciolate. Le foglie del verticillo seguente sono disposte in modo alternato. Sono presenti anche delle brattee da lesiniformi e strette o lanceolate a ovali, a volte in disposizione appressata. 

### Fiori
I fiori sono ermafroditi, zigomorfi, tetrameri (4-ciclici), ossia con quattro verticilli (calice – corolla - androceo – gineceo) e pentameri (5-meri: la corolla e il calice sono a 5 parti). Sono inoltre omogami (autofecondanti).
- Formula fiorale. Per la famiglia di queste piante viene indicata la seguente formula fiorale:

X, K (5), [C (2+3), A 2+2] G (2), (supero), drupa, 4 nucule
- Calice: il calice, gamosepalo è persistente con forme tubulose; è troncato o terminante con 5 lobi uguali (calice attinomorfo) oppure ineguali (con struttura 3/2). I lobi hanno delle forme di tipo triangolare-acuminato quasi lesiniformi (in alcune specie sono mucronati o spinosi). La superficie del calice è percorsa da 5 - 10 nervi. Inizialmente i calici hanno una conformazione plicata, ossia sono ripiegati a ventaglio.
- Corolla: la corolla, gamopetala e zigomorfa, alla base ha la forma di un tubo incluso o appena sporgente e termina con due evidenti labbra con 4 lobi totali (raggruppamento 1/3). Il labbro superiore (quello posteriore) ha la forma di un cappuccio concavato (o compresso, o intero, o incavato) spesso barbuto (può essere tomentoso o vellutato) con peli semplici ai margini; quello inferiore è più o meno patente, abbassato e termina con tre lobi arrotondati, interi e dai bordi crenati molto ravvicinati alla base del cappuccio. Le fauci internamente sono, oppure no, circondate da un anello di peli obliqui per impedire l'accesso ad insetti più piccoli e non adatti all'impollinazione.[13] Il colore della corolla è rosa, purpureo, giallo o arancio.
- Androceo: l'androceo possiede quattro stami didinami (quelli anteriori sono più lunghi) tutti fertili e inclusi più o meno nella corolla e posizionati sotto il labbro superiore, o appena sporgenti dallo stesso. Il paio di stami posteriori presentano delle escrescenze vicino alla base. I filamenti sono complanari alla base, ma poi sono contorti e ricurvi verso l'esterno; sono inoltre adnati alla corolla; possono essere pubescenti. Le antere sono ravvicinate a coppie e sono biloculari. Le teche sono poco distinte e confluenti; la deiscenza è longitudinale. I granuli pollinici sono del tipo tricolpato o esacolpato. Il nettario è ricco di sostanze zuccherine.
- Gineceo: l'ovario è supero formato da due carpelli saldati (ovario bicarpellare) ed è 4-loculare per la presenza di falsi setti divisori all'interno dei due carpelli. La placentazione è assile. Gli ovuli sono 4 (uno per ogni presunto loculo), hanno un tegumento e sono tenuinucellati (con la nocella, stadio primordiale dell'ovulo, ridotta a poche cellule).[14] Lo stilo inserito alla base dell'ovario (stilo ginobasico a consistenza carnosa) è del tipo filiforme ed è incluso nella corolla. Lo stigma è bifido con due lacinie ineguali.

### Frutti
- Il frutto è uno schizocarpo composto da 1 - 4 nucule libere con forme trigone o obovoidi arrotondate o troncate all'apice; la superficie può essere glabra o ricoperta da peli (semplici o ramificati o densi) all'apice. I frutti spesso rilasciano i semi con facilità (sono fragili).

## Riproduzione
- Impollinazione: l'impollinazione avviene tramite insetti (impollinazione entomogama): ditteri, imenotteri e più raramente lepidotteri.[15][16]
- Riproduzione: la fecondazione avviene fondamentalmente tramite l'impollinazione dei fiori (vedi sopra).
- Dispersione: i semi cadendo a terra (dopo essere stati trasportati per alcuni metri dal vento – disseminazione anemocora) sono successivamente dispersi soprattutto da insetti tipo formiche (disseminazione mirmecoria).[17] Per questo scopo i semi hanno una appendice oleosa (elaisomi, sostanze ricche di grassi, proteine e zuccheri) che attrae le formiche durante i loro spostamenti alla ricerca di cibo.[18]

## Distribuzione e habitat
Il genere Phlomis si compone di circa 100 specie gravitanti nella maggioranza dei casi attorno al bacino del Mediterraneo, ma anche nel Nepal, Siberia e Asia Orientale. Di questo genere tre/quattro specie vivono spontaneamente in Italia. L'habitat tipico sono le aree temperate calde, alpine e subtropicali. L'areale originario di questo genere è asiatico sud-ovest intorno alla Cina occidentale; mentre l'Anatolia è considerata il centro primario di diversificazione per le specie più occidentali (vedere anche la distribuzione delle specie del paragrafo "Specie Euro-Mediterranee").

## Tassonomia
La famiglia di appartenenza del genere (Lamiaceae), molto numerosa con circa 250 generi e quasi 7000 specie, ha il principale centro di differenziazione nel bacino del Mediterraneo e sono piante per lo più xerofile (in Brasile sono presenti anche specie arboree). Per la presenza di sostanze aromatiche, molte specie di questa famiglia sono usate in cucina come condimento, in profumeria, liquoreria e farmacia. Nelle classificazioni meno recenti la famiglia Lamiaceae viene chiamata Labiatae.
Tradizionalmente, da un punto di vista tassonomico pratico (e quindi morfologico e indirizzato all'utilizzo), le specie di questo genere possono essere divise in due gruppi (sono indicate anche alcune specie come esempio):
- (1) la corolla ha il labbro superiore quasi eretto (patente) e piuttosto pubescente con le fauci provviste internamente di un anello di lunghi peli setacei (caratteristica comune a molte "labiate" che ha lo scopo di impedire l'accesso ad insetti più piccoli e non adatti all'impollinazione), mentre il labbro inferiore è trilobo con lobi più o meno uguali:

- Phlomis agraria Bunge - Specie della Siberia con infiorescenze formate da una decina di fiori rosa.
- Phlomis tuberosa L. - Specie dell'Europa sud orientale con 20 - 40 fiori per infiorescenza.

(Alcune checklist includono queste piante nel genere Phlomoides Moench, 1794 considerato da altri Autori sinonimo di Phlomis)
- (2) la corolla ha il labbro superiore alquanto arcuato e fornito sia esternamente che internamente di peli di breve lunghezza, mentre il labbro inferiore ha la parte centrale molto allargata, incavata e quasi biloba ed ascendente:

- Phlomis herba-venti L.
- Phlomis viscosa Poir.
- Phlomis fruticosa L.

### Filogenesi

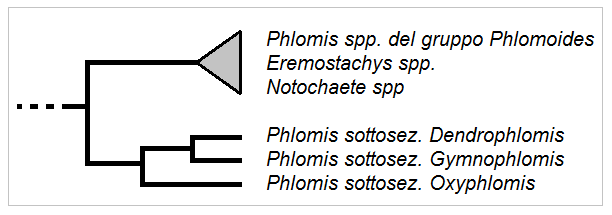
Cladogramma del genere

In base ai botanici del gruppo Angiosperm Phylogeny Group questo genere è circoscritto nella tribù Phlomideae Mathiesen che a sua volta è inclusa nella sottofamiglia Lamioideae.Harley. Tradizionalmente (in passato) Phlomis era inquadrato nella tribù Stachydeae.
Il genere Phlomis non è monofiletico. Tutte le più recenti ricerche di tipo filogenetico sulle specie di questo genere hanno dimostrato che i due generi Eremostachys Bunge e Notochaete Benth. sono nidificati all'interno della tradizionale circoscrizione del genere (Phlomis s.l). Inoltre considerazioni di tipo cladistico (supportate dall'analisi del DNA, ma anche da analisi morfologiche) suggeriscono una divisione del genere in due gruppi: Phlomis s.str e Phlomoides Moench. Anche da un punto di vista biogeografico i due gruppi sono ben separati: le specie europee (comprese quelle della flora spontanea italiana) appartengono al clade "Sud-ovest asiatico" (ossia al gruppo Phlomis s.str.) mentre al gruppo Phlomoides appartengono specie distribuite in prevalenza nell'Asia centrale e orientale.
Ulteriori studi sulle proteine dei semi hanno confermato la tradizionale suddivisione del genere Phlomis s.str. in tre gruppi (o sottosezioni): Dendrophlomis, Gymnophlomis e Oxyphlomis con la sottosezione Dendrophlomis "gruppo fratello" di Gymnophlomis:
- Sottosezione Dendrophlomis: la maggior parte di queste specie hanno un portamento arbustivo con infiorescenze formate da 1 - 3 verticillastri composti da 12 - 20 fiori con circa 15 - 30 bratteole con forme da lineari-subulate a ovali lunghe 10 – 18 mm. Alcune specie di questa sottosezione: P. russeliana (Sims) Lag. ex Benth., P. lycia D.Don, P. fruticosa L., P. grandiflora H.S.Thomps., P. bourgaei Desf., P. chimerae Boissieu, P. lunariifolia Sm., P. viscosa Poir., P. longifolia Boiss. & Blanche, P. amanica Vierh., P. monocephala P.H.Davis e P. leucophracta P.H.Davis & Hub.-Mor..
- Sottosezione Gymnophlomis: le specie di questa sottosezione sono delle erbe aromatiche perenni con infiorescenze formate da 3 - 6 verticillastri composti da 4 - 8 fiori con circa 6 - 12 bratteole con forme da subulate a lineari-lanceolate lunghe 0,5 – 10 mm (in questo gruppo le bratteole possono anche mancare). Alcune specie di questa sottosezione: P. oppositiflora Boiss. & Hausskn., P. armeniaca Willd., P. bruguieri Boiss., P. kotschyana Hub.-Mor., P. sieheana Rech.f., P. sintenisii Rech.f., P. lanceolata Boiss. & Hohen., P. nissoli L., P. linearis Boiss. & Balansa, P. syriaca Boiss., P. physocalyx Hub.-Mor., P. angustissima Hub.-Mor., P. capitata Boiss., P. brunneogaleata Hub.-Mor., P. carica Rech.f. e P. kurdica Rech.f..
- Sottosezione Oxyphlomis: il portamento è legnoso con steli lunghi, le infiorescenze sono formate da 6 - 10 verticillastri composti da 4 - 8 fiori con circa 9 - 40 bratteole con forme da subulate e rigide lunghe 10 – 26 mm. Alcune specie di questa sottosezione: P. herba-venti L., P. rigida Labill. e P. integrifolia Hub.-Mor..

Alcune specie del gruppo Phlomoides: P. betonicoides Diels, P. pratensis Kar. & Kir., P. oreophila Kar. & Kir., P. urodonta Popov, P. tuberosa L., P. mongolica Turcz., P. alpina Pall., P. rotata Benth. ex Hook.f. e P. agraria Bunge
Il cladogramma a lato, tratto dagli studi citati e semplificato, dimostra l'attuale (2015) struttura interna del genere considerando per il momento incluso anche il gruppo Phlomoides.
Il numero cromosomico delle specie di questo genere è: 2n = 12, 14, 20, 22, 40, 42.

### Specie spontanee italiane
Per meglio comprendere ed individuare le varie specie del genere (solamente per le specie spontanee della flora italiana) l’elenco seguente utilizza in parte il sistema delle chiavi analitiche (vengono cioè indicate solamente quelle caratteristiche utili a distingue una specie dall'altra):
- Gruppo 1A: il portamento di queste piante è erbaceo; la corolla è colorata di purpureo o rosa ed è lunga 15 - 20 mm;

- Phlomis herba-venti L. - Salvione roseo: l'altezza della pianta varia da 3 a 5 dm; il ciclo biologico è perenne; la forma biologica è emicriptofita scaposa (H scap); il tipo corologico è Steno-Mediterraneo; l'habitat tipico sono i pascoli aridi; sul territorio italiano si trova al Centro e al Sud fino ad una altitudine di 1400 m s.l.m..

- Gruppo 1B: il portamento di queste piante è arbustivo; la corolla è colorata di giallo o arancio ed è lunga 23 - 35 mm;

- Phlomis tenorei Soldano - Salvione ferrugineo: tutta la pianta si presenta con un tomento ferrugineo; le bratteole hanno delle forme lineari. L'altezza della pianta varia da 4 a 10 dm; il ciclo biologico è perenne; la forma biologica è nano-fanerofite (NP); il tipo corologico è Endemico; l'habitat tipico sono le garighe e i pascoli rupestri; sul territorio italiano si trova al Sud fino ad una altitudine di 300 m s.l.m.. (In Pignatti questa pianta è denominata Phlomis ferruginea Ten.)
- Phlomis fruticosa L. - Salvione giallo: tutta la pianta si presenta con un tomento grigio-giallastro; le bratteole hanno delle forme lanceolate. L'altezza della pianta varia da 5 a 10 dm; il ciclo biologico è perenne; la forma biologica è nano-fanerofite (NP); il tipo corologico è Steno-Mediterraneo; l'habitat tipico sono le garighe e le rupi; sul territorio italiano si trova al Sud fino ad una altitudine di 500 m s.l.m..

Nella pubblicazione "An annotated checklist of the Italian Vascular Flora" è indicata come probabile presenza sul suolo italiano la specie Phlomis lanata Willd. la cui distribuzione è relativa all'Isola di Creta.

### Specie Euro-Mediterranee
Il centro di maggiore diversificazione delle specie di Phlomis s.str. è l'Anatolia con 34 specie e 6 varietà delle quali ben 22 sono endemiche di questo areale. In Europa e nell'areale del Mediterraneo sono presenti le seguenti specie:
- Phlomis amanica Vierh., 1915 - Distribuzione: Anatolia
- Phlomis angustissima  Hub.-Mor., 1958 - Distribuzione: Anatolia
- Phlomis antiatlantica  J. P. Peltier, 1976 - Distribuzione: Marocco
- Phlomis armeniaca  Willd., 1800 - Distribuzione: Anatolia
- Phlomis aurea  Decne., 1834 - Distribuzione: Sinai
- Phlomis bourgaei  Boiss., 1879 - Distribuzione: Anatolia
- Phlomis bovei  Noë, 1855 - Distribuzione: Magreb
- Phlomis brachyodon  (Boiss.) Zohary ex Rech. f., 1940 - Distribuzione: Asia mediterranea
- Phlomis brevibracteata  Turrill, 1945 - Distribuzione: Cipro
- Phlomis brevilabris  Ehrenb. ex Boiss., 1879 - Distribuzione: Libano e Siria
- Phlomis bruguieri  Desf., 1824 - Distribuzione: Anatolia, Libano e Siria
- Phlomis brunneogaleata  Hub.-Mor., 1979 - Distribuzione: Anatolia
- Phlomis cancellata  Bunge, 1873 - Distribuzione: Transcaucasia
- Phlomis capitata  Boiss., 1859 - Distribuzione: Anatolia
- Phlomis carica  Rech. f., 1940 - Distribuzione: Anatolia
- Phlomis chimerae  Boissieu, 1896 - Distribuzione: Anatolia
- Phlomis chrysophylla  Boiss., 1853 - Distribuzione: Asia mediterranea
- Phlomis cretica  C. Presl, 1822 - Distribuzione: Grecia e Mare Egeo
- Phlomis crinita  Cav., 1795 - Distribuzione: Spagna e Magreb
- Phlomis cypria  Post, 1900 - Distribuzione: Cipro
- Phlomis dincii Yild., 2006 - Distribuzione: Anatolia
- Phlomis floccosa  D. Don, 1830 - Distribuzione: Africa mediterranea orientale
- Phlomis fruticosa  L. - Distribuzione: Italia, Penisola Balcanica, Anatolia e Transcaucasia
- Phlomis grandiflora  H. S. Thomps., 1905 - Distribuzione: Anatolia
- Phlomis herba-venti  L., 1753 - Distribuzione: Europa, Transcaucasia, Anatolia, Asia mediterranea e Magreb
- Phlomis hybrida  Zelen., 1906 - Distribuzione: Ucraina ( = Phlomoides)
- Phlomis integrifolia Hub.-Mor., 1958 - Distribuzione: Anatolia
- Phlomis isiliae Yild., 2006 - Distribuzione: Anatolia
- Phlomis italica  L., 1759 - Distribuzione: Baleari
- Phlomis kotschyana  Hub.-Mor., 1979 - Distribuzione: Anatolia, Libano e Siria
- Phlomis kurdica  Rech. f., 1940 - Distribuzione: Anatolia e Asia mediterranea
- Phlomis lanata  Willd., 1814 - Distribuzione: Creta
- Phlomis lanceolata  Boiss. & Hohen., 1844 - Distribuzione: Anatolia
- Phlomis leucophracta  P. H. Davis & Hub.-Mor., 1951 - Distribuzione: Anatolia
- Phlomis linearis  Boiss. & Balansa, 1859 - Distribuzione: Anatolia
- Phlomis longifolia  Boiss. & C. I. Blanche, 1859 - Distribuzione: Anatolia, Cipro, Sira e Libano
- Phlomis lunariifolia  Sm., 1809 - Distribuzione: Anatolia e Cipro
- Phlomis lychnitis  L., 1753 - Distribuzione: Francia e Penisola Iberica
- Phlomis lycia  D. Don, 1841 - Distribuzione: Anatolia
- Phlomis majkopensis  (Novopokr.) Grossh., 1949 - Distribuzione: Transcaucasia
- Phlomis monocephala  P. H. Davis, 1949 - Distribuzione: Anatolia
- Phlomis nissolii  L., 1753 - Distribuzione: Anatolia
- Phlomis oppositiflora  Boiss. & Hausskn., 1879 - Distribuzione: Anatolia
- Phlomis orientalis  Mill., 1768 - Distribuzione: Transcaucasia
- Phlomis physocalyx  Hub.-Mor., 1958 - Distribuzione: Anatolia
- Phlomis platystegia  Post, 1893 - Distribuzione: Asia mediterranea
- Phlomis purpurea  L., 1753 - Distribuzione: Penisola Iberica e Magreb
- Phlomis rigida  Labill., 1809 - Distribuzione: Anatolia, Libano e Siria
- Phlomis russeliana  (Sims) Lag. ex Benth., 1834 - Distribuzione: Anatolia
- Phlomis samia  L., 1753 - Distribuzione: Penisola Balcanica e Anatolia
- Phlomis sieheana  Rech. f., 1940 - Distribuzione: Anatolia
- Phlomis sintenisii  Rech. f., 1940 - Distribuzione: Anatolia
- Phlomis syriaca  Boiss., 1853 - Distribuzione: Anatolia e Asia mediterranea
- Phlomis tathamiorum  R. M. Haber & Semaan, 2002 - Distribuzione: Libano e Siria
- Phlomis tenorei  Soldano, 1992 - Distribuzione: Italia
- Phlomis tuberosa  L.. 1753 - Distribuzione: Europa orientale-meridionale, Transcaucasia e Anatolia (= Phlomoides)
- Phlomis viscosa  Poir., 1804 - Distribuzione: Anatolia e Asia mediterranea

### Alcuni ibridi
Nell'elenco seguente sono indicati alcuni ibridi interspecifici:
- Phlomis × alanyensis Hub.-Mor., 1958
- Phlomis × bornmuelleri Rech.f., 1940
- Phlomis × cilicica Hub.-Mor., 1958
- Phlomis × commixta Rech.f., 1943
- Phlomis × composita Pau, 1918
- Phlomis × cytherea Rech.f., 1967
- Phlomis × ekimii Dadand & H.Duman, 2003
- Phlomis × kalanensis Hub.-Mor., 1979
- Phlomis × margaritae Aparicio & Silvestre, 1986
- Phlomis × melitenensis Hub.-Mor., 1958
- Phlomis × mobullensis Hub.-Mor., 1979
- Phlomis × pabotii Rech.f., 1982
- Phlomis × praetervisa Rech.f., 1940
- Phlomis × rechingeri Hub.-Mor., 1958
- Phlomis × semiorbata Rech.f., 1940
- Phlomis × sieberi Vierh., 1915
- Phlomis × stapfiana Rech.f., 1940
- Phlomis × termessi P.H.Davis, 1951
- Phlomis × tunceliensis Hub.-Mor., 1979
- Phlomis × vierhapperi Rech.f., 1936
- Phlomis × vuralii Dadandi, 2003

### Sinonimi
L'entità di questa voce ha avuto nel tempo diverse nomenclature. L'elenco seguente indica alcuni tra i sinonimi più frequenti:
- Anemitis  Raf.
- Beloakon  Raf.
- Blephiloma  Raf.
- Hersilia  Raf.
- Lamiophlomis  Kudô
- Orlowia  Gueldenst. ex Georgi
- Phlomidopsis  Link
- Phlomitis  Rchb. ex T. Nees
- Phlomoides Moench, 1794
- Trambis  Raff., 1837

## Usi
In epoca moderna alcune piante di questo genere di origine esotica (tipicamente asiatica) sono state utilizzate per decorare i giardini rustici dell'Europa. Quelle maggiormente preferite dai giardinieri sono: Phlomis fruticosa L., Phlomis herba-venti L., Phlomis viscosa Poir. e Phlomis lychnitis L..
Alcune specie sono intere

## Alcune specie

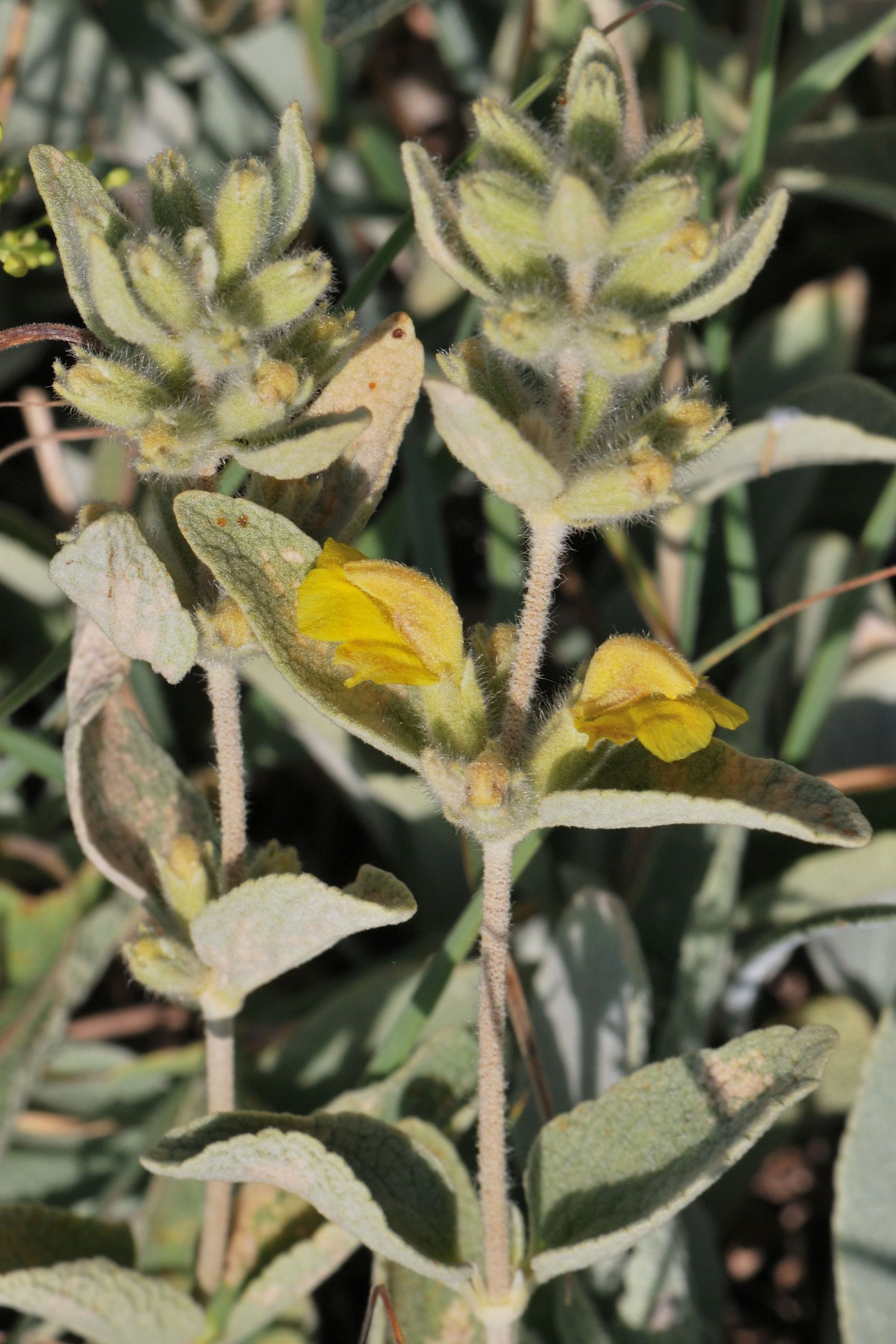
Phlomis brevilabris
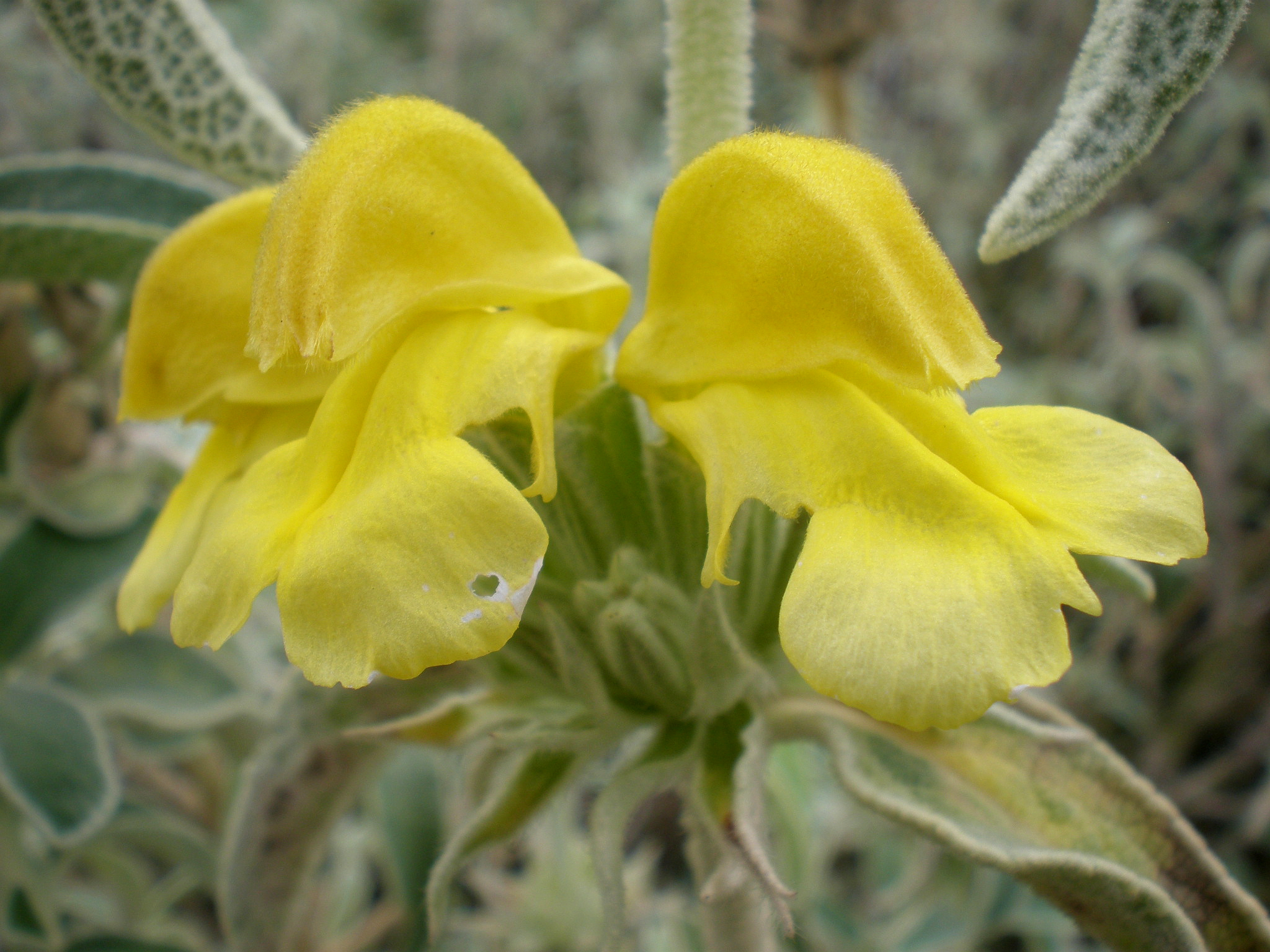
Phlomis lanata
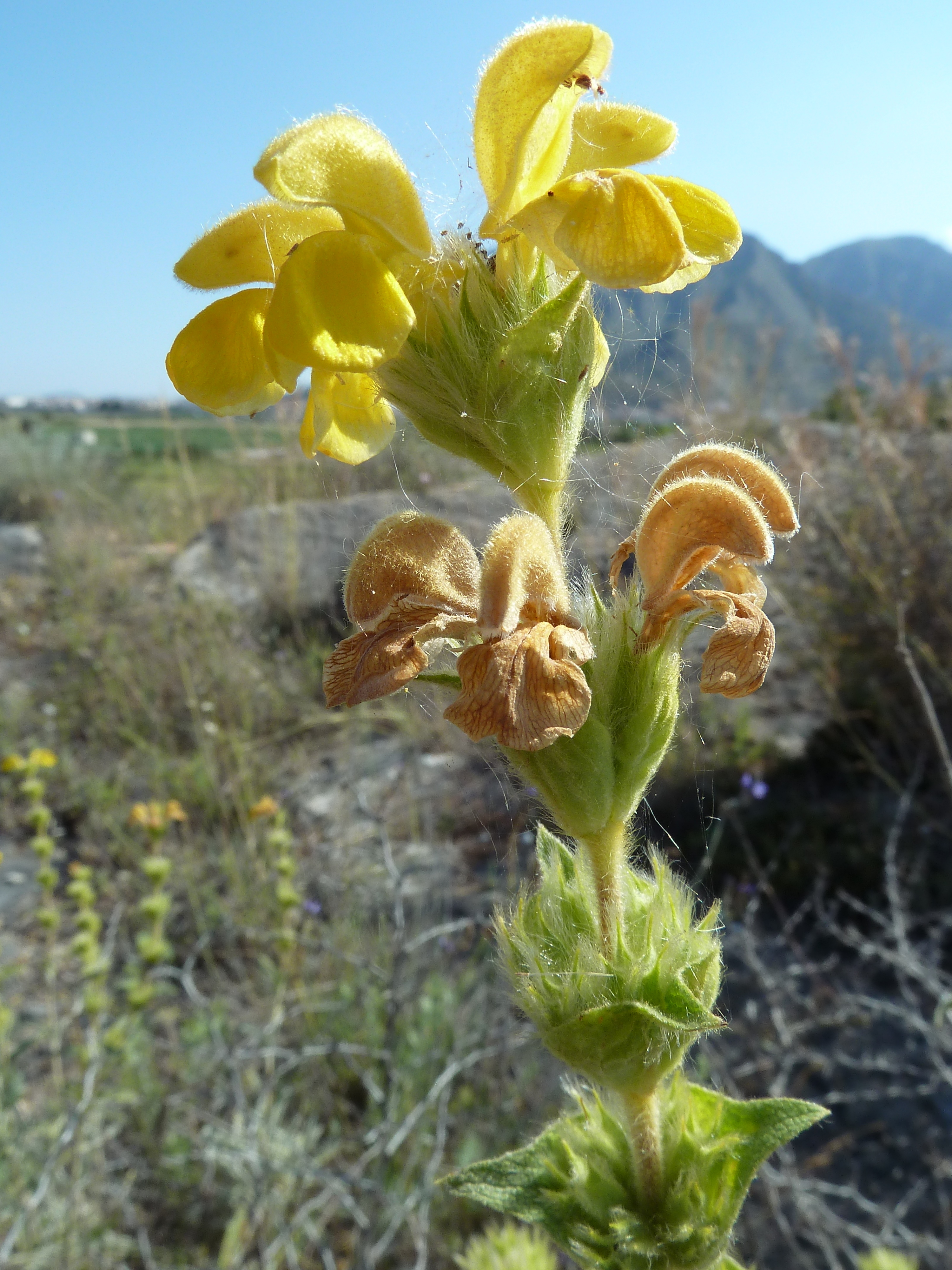
Phlomis lychnitis
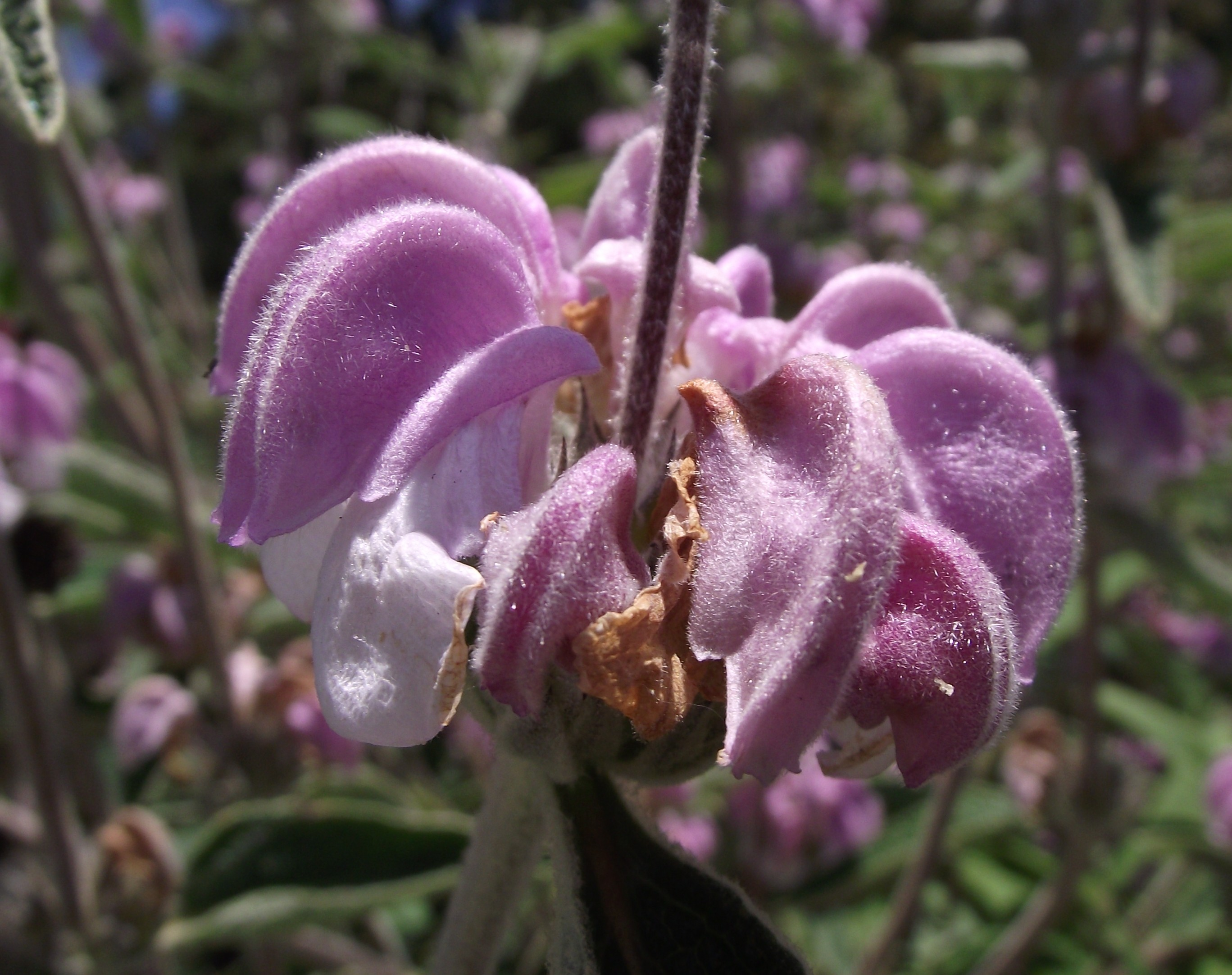
Phlomis purpurea
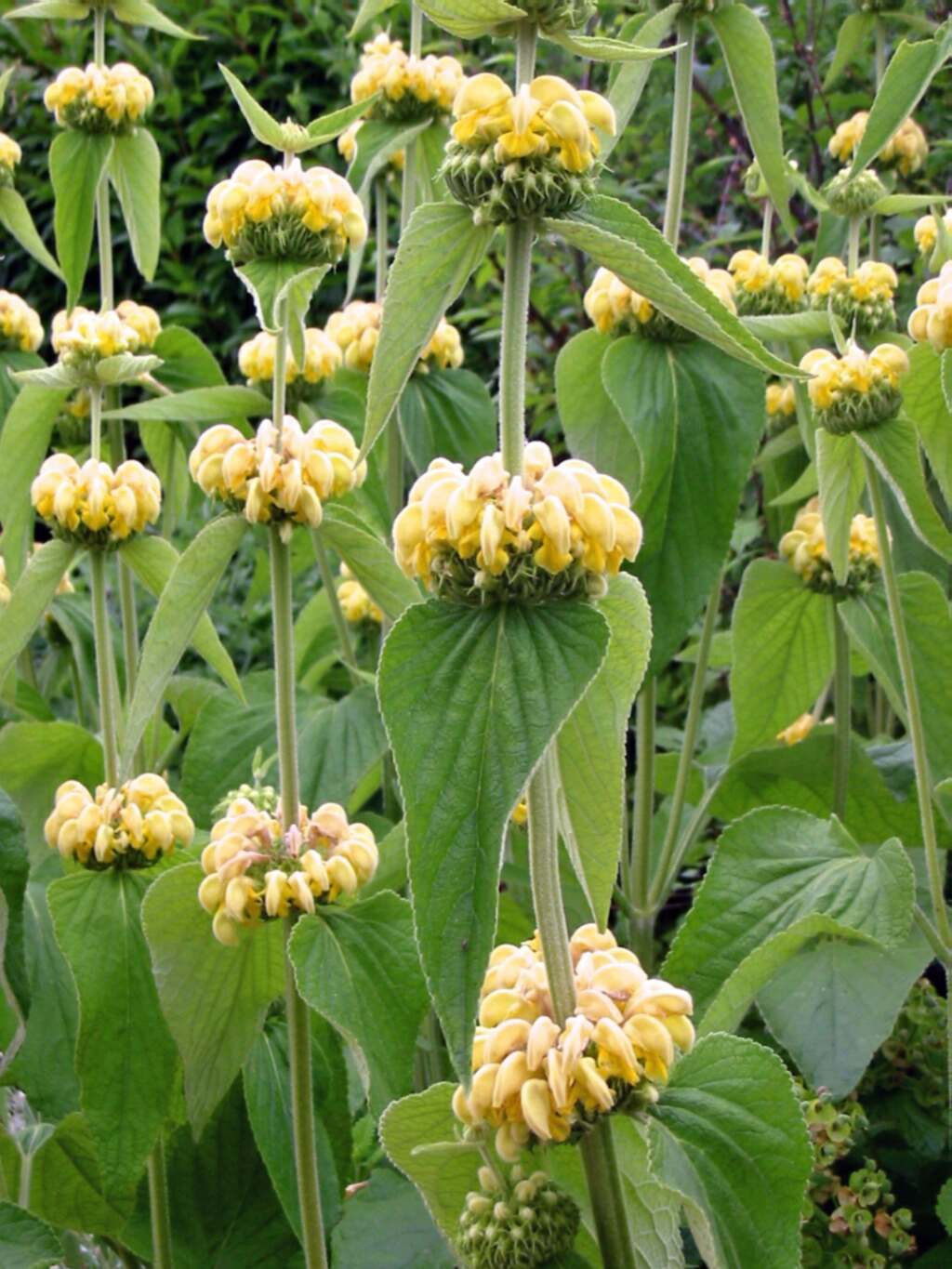
Phlomis russeliana
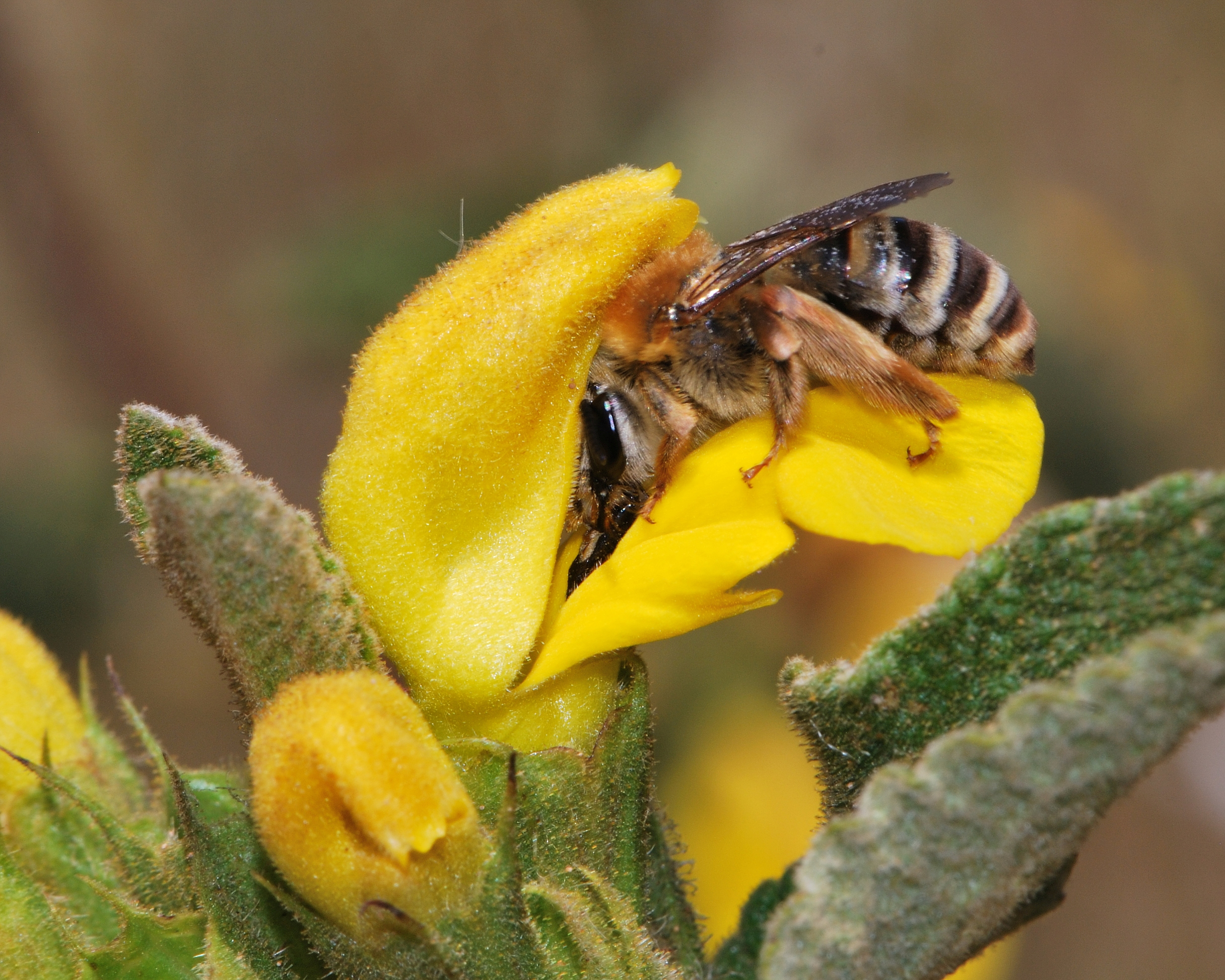
Phlomis viscosa